# Marcin Frybes
Marcin Frybes, né le 13 septembre 1957, est un scientifique, écrivain et journaliste polonais, mathématicien de formation initiale et sociologue dans ses recherches et publications.
Activiste des mouvements sociaux et intellectuels dissidents en Pologne notamment comme militant du Comité de défense des ouvriers (KOR) de 1976 à 1980, il est depuis 1984 membre associé au Centre d'analyse et d'intervention sociologiques (CADIS EHESS/CNRS) fondé par Alain Touraine dont il a été l'élève. Le CADIS a été dirigé ensuite par Michel Wieviorka et depuis 2009 par Philippe Bataille et François Dubet.
Il fut corédacteur d’un journal clandestin Powściągliwość i Praca (pl) (Tempérance et travail) en 1983. Dans les années 1990, il fut le correspondant à Paris de Gazeta Wyborcza.
Il enseigne régulièrement au Collegium Civitas (pl) (en), de Varsovie, établissement créé à l’initiative de l'Institut d'études politiques (pl) de l'Académie polonaise des sciences.

## Famille
Il est marié à Joanna Kozińska-Frybes, diplomate, actuellement au département des Polonais de l'étranger, après avoir été  consule générale de la République de Pologne à Los Angeles (de 2009 à 2013), secrétaire générale de la Commission nationale polonaise pour l'UNESCO, ambassadrice de Pologne au Mexique, directrice de la coopération culturelle, scientifique et technique (de 2001 à 2006), consule générale à Barcelone puis directrice du département des affaires consulaires et des Polonais de l'étranger. Il est trésorier de l’Association des familles de diplomates (Stowarzyszenie Rodzin Dyplomatów). Ils ont un enfant.